# Marigny-Chemereau
Pour les articles homonymes, voir Marigny.
Marigny-Chemereau est une commune du Centre-Ouest de la France, située dans le département de la Vienne en région Nouvelle-Aquitaine.

## Géographie
Les citoyens de Marigny Chemereau sont nommés les Chémereaudais et les Chémereaudaises.
Pour sa superficie, la commune est la 17 057e commune de France. Elle est au 931e rang régional et 231e rang départemental.

### Localisation
Le bourg est situé à 4 km à l'ouest de Vivonne par la route départementale D 27 et à 19 km au sud-ouest de Poitiers qui est la plus grande ville à proximité.

### Communes limitrophes
|                  | Marçay            |         |
|                  | Marigny-Chemereau | Vivonne |
| Celle-Lévescault |                   |         |

### Géologie et relief
Les paysages de la commune sont composés de plaines vallonnées et boisées, de bocages et de vallées.
Le territoire de la commune est couvert pour 83 % de terres agricoles, pour 15 % de forets et milieux semi-naturels et pour 2 % de terres artificialisés (bourg, voirie...).

### Hydrographie
La commune contient 8 km de cours d'eau, avec comme rivière principale la Vonne sur une longueur de 6 km et un affluent important, la Longère.
La Vonne peut, certains hivers, causer des inondations comme en 1982, 1992, 1993, 1995, 1999 et 2010. Ces débordements peuvent être accompagnés de coulées de boue.

### Climat
Pour des articles plus généraux, voir Climat de la Nouvelle-Aquitaine et Climat de la Vienne.
Historiquement, la commune est exposée à un climat océanique du nord-ouest.  
En 2020, Météo-France publie une typologie des climats de la France métropolitaine dans laquelle la commune est exposée à un climat océanique altéré et est dans la région climatique  Poitou-Charentes, caractérisée par un bon ensoleillement, particulièrement en été et des vents modérés.
Pour la période 1971-2000, la température annuelle moyenne est de 11,5 °C, avec une amplitude thermique annuelle de 14,8 °C. Le cumul annuel moyen de précipitations est de 760 mm, avec 11,5 jours de précipitations en janvier et 6,6 jours en juillet. Pour la période 1991-2020, la température moyenne annuelle observée sur la station météorologique la plus proche, située sur la commune de Lusignan à 7 km à vol d'oiseau, est de 12,1 °C et le cumul annuel moyen de précipitations est de 814,4 mm,. Pour l'avenir, les paramètres climatiques de la commune estimés pour 2050 selon différents scénarios d’émission de gaz à effet de serre sont consultables sur un site dédié publié par Météo-France en novembre 2022.

### Voies de communication et transports
Les gares et haltes ferroviaires qui permettent de desservir la commune sont :
- Vivonne (halte) à 2,5 km ;
- Anché Voulon (halte) à 8,6 km ;
- Lusignan (halte) à 9,1 km ;
- Iteuil Centre (halte) à 9,3 km ;
- Ligugé (halte) à 13,2 km.

La commune de Marigny-Chemereau va être traversée par la LGV (ligne à grande vitesse) sur 4,49 km. Cinq ouvrages d'art de type pont route, pont rail, ou passage pour la petite faune, vont être construits et également un viaduc qui va permettre à la LGV de traverser la rivière Vonne.
Les aéroports et aérodromes les plus proches sont :
- aéroport de Poitiers-Biard à 18,9 km ;
- aérodrome de Niort - Souché à 50,4 km ;
- aéroport international Angoulême - Cognac à 77,5 km.

## Urbanisme

### Typologie
Au 1er janvier 2024, Marigny-Chemereau est catégorisée commune rurale à habitat dispersé, selon la nouvelle grille communale de densité à sept niveaux définie par l'Insee en 2022.
Elle est située hors unité urbaine. Par ailleurs la commune fait partie de l'aire d'attraction de Poitiers, dont elle est une commune de la couronne,. Cette aire, qui regroupe 97 communes, est catégorisée dans les aires de 200 000 à moins de 700 000 habitants,.

### Occupation des sols
L'occupation des sols de la commune, telle qu'elle ressort de la base de données européenne d’occupation biophysique des sols Corine Land Cover (CLC), est marquée par l'importance des territoires agricoles (80,3 % en 2018), en diminution par rapport à 1990 (82,7 %). La répartition détaillée en 2018 est la suivante : 
terres arables (63,2 %), prairies (17,1 %), forêts (15,4 %), zones urbanisées (2,7 %), zones industrielles ou commerciales et réseaux de communication (1,6 %). L'évolution de l’occupation des sols de la commune et de ses infrastructures peut être observée sur les différentes représentations cartographiques du territoire : la carte de Cassini (XVIIIe siècle), la carte d'état-major (1820-1866) et les cartes ou photos aériennes de l'IGN pour la période actuelle (1950 à aujourd'hui).

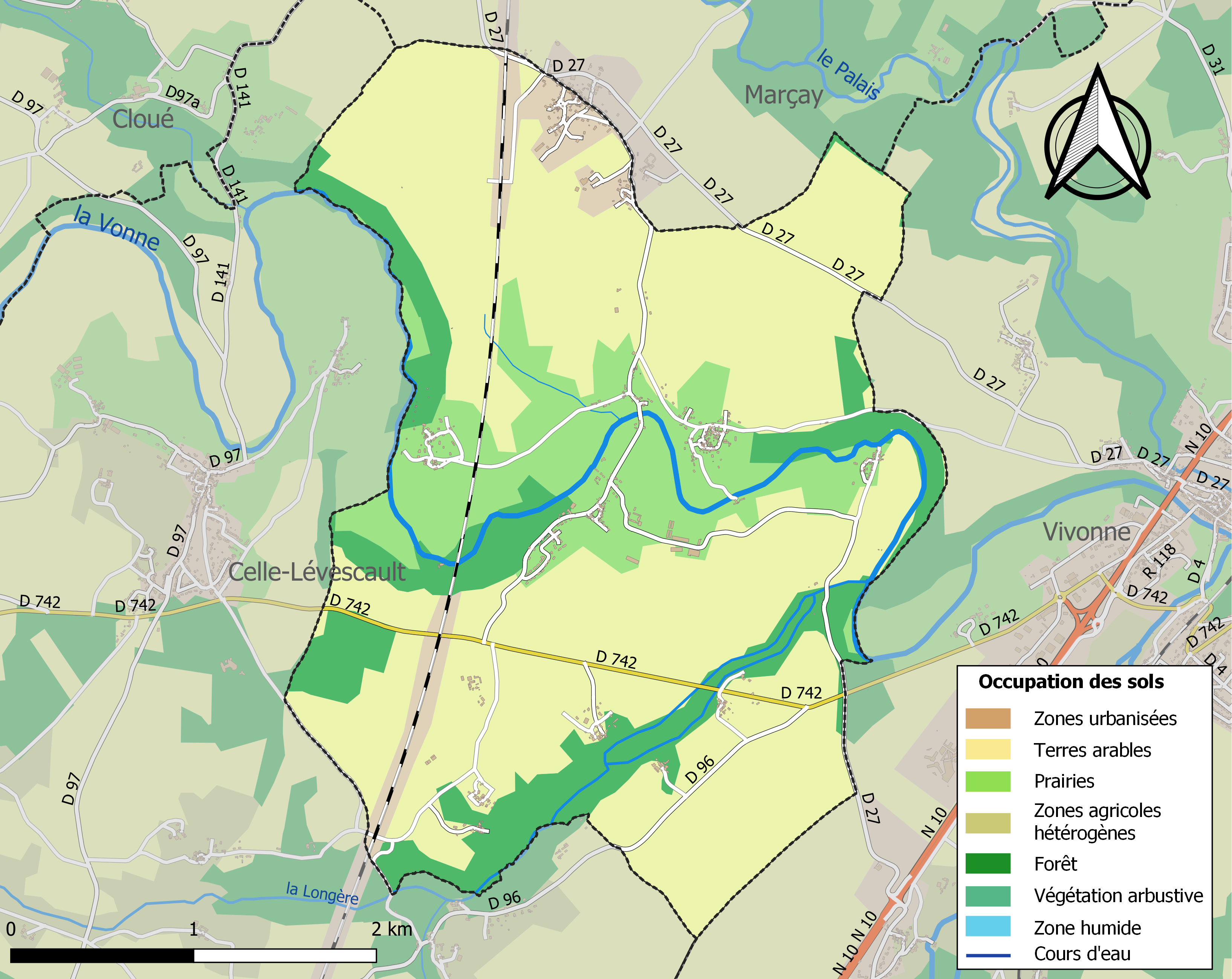
Carte des infrastructures et de l'occupation des sols de la commune en 2018 (CLC).

### Risques majeurs
Le territoire de la commune de Marigny-Chemereau est vulnérable à différents aléas naturels : météorologiques (tempête, orage, neige, grand froid, canicule ou sécheresse), inondations, mouvements de terrains et séisme (sismicité modérée). Il est également exposé à un risque technologique,  le transport de matières dangereuses. Un site publié par le BRGM permet d'évaluer simplement et rapidement les risques d'un bien localisé soit par son adresse soit par le numéro de sa parcelle.

#### Risques naturels
Certaines parties du territoire communal sont susceptibles d’être affectées par le risque d’inondation par débordement de cours d'eau, notamment la Vonne. La commune a été reconnue en état de catastrophe naturelle au titre des dommages causés par les inondations et coulées de boue survenues en 1982, 1992, 1993, 1995, 1999, 2010, 2011 et 2013,.

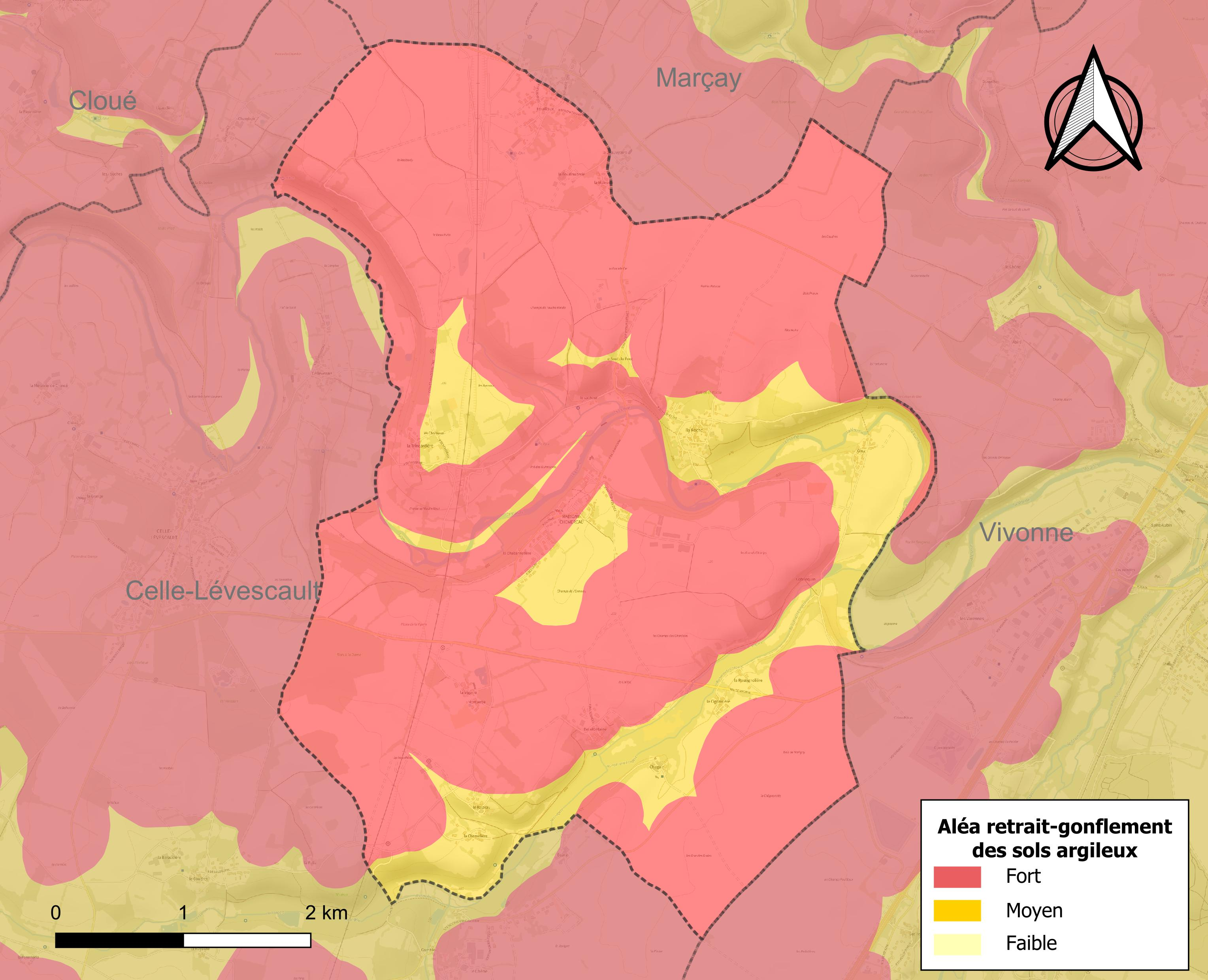
Carte des zones d'aléa retrait-gonflement des sols argileux de Marigny-Chemereau.

Les mouvements de terrains susceptibles de se produire sur la commune sont des tassements différentiels. Le retrait-gonflement des sols argileux est susceptible d'engendrer des dommages importants aux bâtiments en cas d’alternance de périodes de sécheresse et de pluie. La totalité de la commune est en aléa moyen ou fort (79,5 % au niveau départemental et 48,5 % au niveau national). Depuis le 1er octobre 2020, en application de la loi ÉLAN, différentes contraintes s'imposent aux vendeurs, maîtres d'ouvrages ou constructeurs de biens situés dans une zone classée en aléa moyen ou fort,.
La commune a été reconnue en état de catastrophe naturelle au titre des dommages causés par la sécheresse en 1989, 1991, 2005 et 2017 et par des mouvements de terrain en 1999 et 2010.

## Toponymie
Les formes anciennes de la localité sont : Alodus nomine Marnei, situs in pago Pictavo, in vicaria Vicvedone, cum ecclesia constructa in honore sancti Fredemii atque sancti Nazarii v. 968, Margnec 1264, Margné, Marigné 1412, Rector de Marigneyo 1478, Marigny 1520, Marigny Chemereau 1757, S. Nazaire de Marigny-Chemereau 1782.
L'étymologie de la forme ancienne Marnei en 968 renvoie au nom de personne Matrinius, dérivé de Matrius, basé sur le gaulois matir « mère » auquel se superpose le latin mater de même sens. Il est suivi du suffixe -(i)acum, d'origine gauloise.

## Histoire
Sous l'ancien régime la paroisse de Marigny-Chemerault faisait partie de l'archiprêtré et de la châtellenie de Lusignan, de la sénéchaussée et de l'élection de Poitiers.
Le 31 aout 1944, un avion allié a été abattu par les soldats allemands sur le territoire de la commune. Le sergent Félix Laplace est tombé sous les balles de l'ennemi au lieudit la Moinerie. Le deuxième homme de l'avion, Louis Combrisson, fut caché et sauvé par les habitants du village malgré les menaces, coups et représailles de la part des soldats allemands. Une stèle commémore cet événement à côté du lieu où l'avion a été abattu.

## Politique et administration

### Liste des maires
| Période                                  | Période   | Identité            | Étiquette | Qualité                             |
| ---------------------------------------- | --------- | ------------------- | --------- | ----------------------------------- |
| mars 2001                                | mars 2008 | Roger Philipponneau |           | Retraité                            |
| mars 2008                                | mars 2014 | Françoise Thébault  |           | Agricultrice                        |
| Mars 2014                                | Août 2020 | Claude Lambert      |           | Retraité                            |
| aout 2020                                | En cours  | Rita Noreskal       |           | Chargée d'affaires au Crédit Mutuel |
| Les données manquantes sont à compléter. |           |                     |           |                                     |

### Instances judiciaires et administratives
La commune relève du tribunal d'instance de Poitiers, du tribunal de grande instance de Poitiers, de la cour d'appel  de Poitiers, du tribunal pour enfants de Poitiers, du conseil de prud'hommes de Poitiers, du tribunal de commerce de Poitiers, du tribunal administratif de Poitiers et de la cour administrative d'appel  de  Bordeaux,  du tribunal des pensions de Poitiers, du tribunal des affaires de la Sécurité sociale de la Vienne, de la cour d’assises de la Vienne.

## Population et société

### Démographie
L'évolution du nombre d'habitants est connue à travers les recensements de la population effectués dans la commune depuis 1793. Pour les communes de moins de 10 000 habitants, une enquête de recensement portant sur toute la population est réalisée tous les cinq ans, les populations de référence des années intermédiaires étant quant à elles estimées par interpolation ou extrapolation. Pour la commune, le premier recensement exhaustif entrant dans le cadre du nouveau dispositif a été réalisé en 2006.

En 2022, la commune comptait 603 habitants, en évolution de −0,17 % par rapport à 2016 (Vienne : +0,6 %, France hors Mayotte : +2,11 %).
| 1793 | 1800 | 1806 | 1821 | 1831 | 1836 | 1841 | 1846 | 1851 |
| ---- | ---- | ---- | ---- | ---- | ---- | ---- | ---- | ---- |
| 537  | 446  | 492  | 594  | 685  | 578  | 578  | 624  | 598  |

| 1856 | 1861 | 1866 | 1872 | 1876 | 1881 | 1886 | 1891 | 1896 |
| ---- | ---- | ---- | ---- | ---- | ---- | ---- | ---- | ---- |
| 638  | 617  | 623  | 619  | 576  | 582  | 589  | 604  | 576  |

| 1901 | 1906 | 1911 | 1921 | 1926 | 1931 | 1936 | 1946 | 1954 |
| ---- | ---- | ---- | ---- | ---- | ---- | ---- | ---- | ---- |
| 590  | 554  | 522  | 483  | 436  | 434  | 423  | 384  | 366  |

| 1962 | 1968 | 1975 | 1982 | 1990 | 1999 | 2006 | 2011 | 2016 |
| ---- | ---- | ---- | ---- | ---- | ---- | ---- | ---- | ---- |
| 348  | 306  | 300  | 310  | 358  | 417  | 491  | 575  | 604  |

| 2021 | 2022 | - | - | - | - | - | - | - |
| ---- | ---- | - | - | - | - | - | - | - |
| 604  | 603  | - | - | - | - | - | - | - |

Les dernières statistiques démographiques pour la commune de Marigny-Chemereau ont été fixées en 2009 et publiées en 2012. Il ressort que la mairie de Marigny-Chemereau administre une population totale de 544 personnes. À cela il faut soustraire les résidences secondaires (13 personnes) pour constater que la population permanente sur la commune de Marigny-Chemereau est de 531 habitants.
La répartition par sexe de la population est la suivante (INSEE) :
- en 1999 : hommes : 47,7 % et femmes : 52,3 %.
- en 2006 : hommes : 50,5 % et femmes : 49,5 %.

En 2006, le nombre de célibataires était de 33,2 % dans la population;les couples mariés représentaient 55,8 % des habitants;les divorcés représentaient 6,4 % et le nombre de veuves et veufs était de 4,6 %.
La répartition des  naissances et des décès de 1999 à 2008 est, selon l’INSEE, la suivante :
- en 2008 : 12 naissances et 3 décès.
- en 2007 : 6 naissances et 4 décès.
- en 2006 : 14 naissances et 4 décès.
- en 2005 : 9 naissances et 6 décès.
- en 2004 : 4 naissances et 8 décès.
- en 2003 : 7 naissances et 1 décès.
- en 2002 : 7 naissances et 0 décès.
- en 2001 : 8 naissances et 3 décès.
- en 2000 : 8 naissances et 2 décès.
- en 1999 : 8 naissances et 5 décès.

L’évolution des naissances et des décès de 1968 à 2007 est la suivante (INSEE) :
- Entre 1999 et 2007 : 65 naissances et 29 décès.
- Entre 1990 et 1999 : 34 naissances et 34 décès.
- Entre 1982 et 1990 : 25 naissances et 28 décès.
- Entre 1975 et 1982 : 27 naissances et 26 décès.
- Entre 1968 et 1975 : 20 naissances et 25 décès.

La répartition de la population de Marigny-Chemereau par âge  est la suivante (INSEE) en 2007 :
- de 0 à 14 ans : 121 habitants  (81 en  1999).
- de 15 à 29 ans : 66 habitants (78 en  1999).
- de 30 à 44 ans : 141 habitants (91 en  1999).
- de 45 à 59 ans : 71 habitants (70 en 1999).
- de 60 à 74 ans : 75 habitants (57 en 1999).
- de 75 ans ou plus : 31 habitants (40 en 1999).

Répartition de la population masculine de Marigny-Chemereau par âge en 2007 (INSEE) :
- de 0 à 19 ans : hommes 72 et femmes 68.
- de 20 à 64 ans : hommes 146 et femmes 139.
- de 65 ans et plus :  hommes 37 et femmes 43.

La commune, en 2008, est la 15 892e pour le nombre d'habitants en France. Elle est au 723e rang au sein de la région Poitou-Charentes et 165e rang au niveau départemental.
En 2011, selon l’Insee, la densité de population de la commune était de 50 hab/km2 contre 61 hab./km2 pour le département, 68 hab./km2 pour la région Poitou-Charentes et 115 hab./km2 pour la France.

### Enseignement
La commune de Marigny-Chemereau dépend de l'académie de Poitiers et les écoles primaires de la commune dépendent de l'inspection académique de la Vienne.

## Économie
Le nombre d'établissements actifs au 31 décembre 2010, selon l'INSEE, est de 27. La répartition par secteur est la suivante :
- Part de l'agriculture : 33,3 %
- Part de l'industrie : 3,7 %
- Part de la construction : 25,9 %
- Part du commerce, transports et services divers : 29,6 %
- Part de l'administration publique, enseignement, santé et action sociale : 7,4 %

### Agriculture
Selon la direction régionale de l'Alimentation, de l'Agriculture et de la Forêt de Poitou-Charentes, il n'y a plus que 11 exploitations agricoles en 2010 contre 13 en 2000.
62 % des surfaces agricoles sont destinées à la culture des céréales (blé tendre essentiellement mais aussi du maïs), 14 % pour les oléagineux (2/3 en colza et 1/3 en tournesol), 13 % pour le fourrage et 3 % restent en herbes.
Les élevages de bovins et d'ovins ont diminué au cours de cette décennie (le secret statistique ne permet pas de connaître la taille des troupeaux de la commune). Cette évolution est conforme à la tendance globale du département de la Vienne. En effet, le troupeau d’ovins, exclusivement destiné à la production de viande, a diminué de 43,7 % de 1990 à 2007. Il existe une exploitation de canards assez importante au centre du village (M. Hubert MOINE).

### Emploi
Le nombre de demandeurs d’emploi en fin de mois de catégories A (personnes sans emploi et recherchant activement un emploi),B (personnes recherchant un emploi et ayant exercé une activité de 78 h ou moins au cours du mois), C (personnes recherchant un emploi et ayant exercé une activité de plus de 78 h au cours du mois), selon le Pôle emploi est de :
- au 31 décembre 2009 : 28
- au 31 décembre 2010 : 29
- au 31 décembre 2011 : 30

Taux d'activité des 15 à 64 ans est :
- de 71 % en 1999.
- de 80,3 % en 2006.
- de 80,3 % en 2009.

Taux de chômage des 15 à 64 ans est :
- de 6,5 % en 1999.
- de 7,6 % en 2006.
- de 2,8 % en 2009.

Les retraités et les préretraités représentaient 21,8 % de la population en 2006 et 17,7 % en 1999.

## Culture locale et patrimoine

### Lieux et monuments
- L'église Saint-Nazaire du Xe siècle, bien restaurée à la fin du XIXe siècle. Partie la plus ancienne mur nord, à l'extérieur, corniche à jolis modillons, baie romane. A l'angle nord-est, statue de la Vierge à l'Enfant, en bois.
- Le château du XIXe siècle
- Le site pittoresque du cirque de Giez

### Articles de Wikipédia
- Liste des communes de la Vienne
- Anciennes communes de la Vienne